# 大日本帝国憲法第46条
大日本帝国憲法第46条（だいにほん/だいにっぽん ていこくけんぽう だい46じょう）は、大日本帝国憲法三章「帝国議会」の中に存在する。
議会の開催条件について述べており、この「両議院」は衆議院と貴族院を指す。

## 現代風の表記
両議院は、各々その総議員の三分の一以上が出席するのでなければ、議事を開き議決をすることができない。

## 参照
- 大日本帝国憲法第33条
- 大日本帝国憲法第45条